# Esteban Jordán (sculpteur)
Pour les articles homonymes, voir Jordán (homonymie).
Esteban Jordán est un sculpteur espagnol, né vers 1530, mort à Valladolid en 1598.
Esteban Jordán a été un des plus importants sculpteurs castillans du milieu vallisolétain dans le dernier tiers du XVIe siècle. Il a d'abord travaillé à León avant de s'établir définitivement à Valladolid. Il a été à la transition entre l'expressivité maniériste de Berrugete ou de Juan de Juni et le réalisme de Gregorio Fernández.
Il a signé des contrats pour réaliser des œuvres à Medina del Campo, Alaejos, Ávila, et Montserrat. Esteban Jordán a aussi fait des sculptures en stuc et en bois.

## Biographie
Il était marié à Felicia González Berruguete, sœur d'Inocencio Berruguete, et nièce d'Alonso Berrugete, puis s'était marié avec María Becerra, parente de Gaspar Becerra.
Son premier travail connu est le retable de Santa Eulalia de Paredes de Nava, en 1556, qui avait été commencé par Inocencio Berruguete.
Il a travaillé pour Gaspar Becerra sur le retable du maître-autel de la cathédrale d'Astorga. La signature du contrat de Becerra date de 1558. Il a embauché les sculpteurs Esteban Jordán, Bartolomé Hernández et en dernier, Pedro de Arbulo. Les principaux travaux d'assemblage et de sculpture sont terminés après sept ans de travaux en 1570 quand Gaspar de Hoyos et Gaspar de Palencia prennent en charge la peinture. Il est terminé en 1584.
En 1571 il s'est engagé à réaliser le retable du Calvaire pour l'église du monastère de Santa María Magdalena de Medina del Campo qui a été réalisé dans un style rappelant celui de Juan de Juni, ce qui n'est pas rare pour lui. Il a aussi sculpté le retable de l'église Santa Maria Magdalena de Valladolid où son style est déjà bien affirmé, en 1571, qui adopte déjà un style d'un pur classisme. Les deux apôtres semblent inspirés par des personnages de L'École d'Athènes de Raphaël. Dans la même église, il a sculpté le tombeau de don Pedro de la Gasca (1485-1567), deuxième vice-roi du Pérou (1546-1549), évêque de Palencia (1551-1561) puis de Sigüenza (1561-1567).
De cette époque date le Christ du sanctuaire national de la Gran Promesa de Valladolid. Cette statue du Christ est dans la continuation du style de Michel-Ange par la perfection de la représentation de l'anatomie.
En 1573, Gaspar Becerra avait fourni le plan du retable de l'église de Santa María in Medina de Rioseco, Juan de Juni s'était engagé à le réaliser. Mais après sa mort, en 1577, la fabrique de l'église lui a demandé de le terminer. Il a exécuté toutes les sculptures sauf saint Pierre et saint Paul qui sont de la main de Juan de Juni et le Calvaire. La peinture a été réalisée par son gendre, Pedro de Oña. Le retable a été réalisé en reprenant la grande manière utilisée à l'Escurial.Le retable atteint les voûtes. La statuaire, et en particulier l'Ascension, montrent l'influence des modèles d'Astorga. Pareillement, les reliefs de forme ovale de l'attique préfigurent le retable de las Descalzas Reales de Madrid, fait par Becerra.
Le 16 février 1577, il s'engage avec Juan de Juni à réaliser le transcoro de la cathédrale de Léon réalisé suivant les plans de Juan de Badajoz le Jeune (Juan de Badajoz el Mozo), sous la direction de Juan López. Il a fait quatre bas-reliefs en albâtre : La Nativité de Marie, l'Annonciation, la Nativité de Jésus et l'Adoration des rois mages. En avril de cette même année mort de Juan de Juni qui l'oblige à le réaliser seul. Il a fait un corps du retable de l'église de Sancti Spiritus, à Valladolid. Au centre, il y a un grand haut-relief représentant une Crucifixion avec le commanditaire, don Juan de Ortega, agenouillé.
Entre 1577 et 1590, il a exécuté un nombre important de sculptures. En 1590 il a commencé le retable du maître-autel de l'église de Santa María, d'Alaejos (province de Valladolid) qui est une réplique de celui de Medina de Rioseco. La peinture a été faite en 1604 par Francisco Martínez (es).

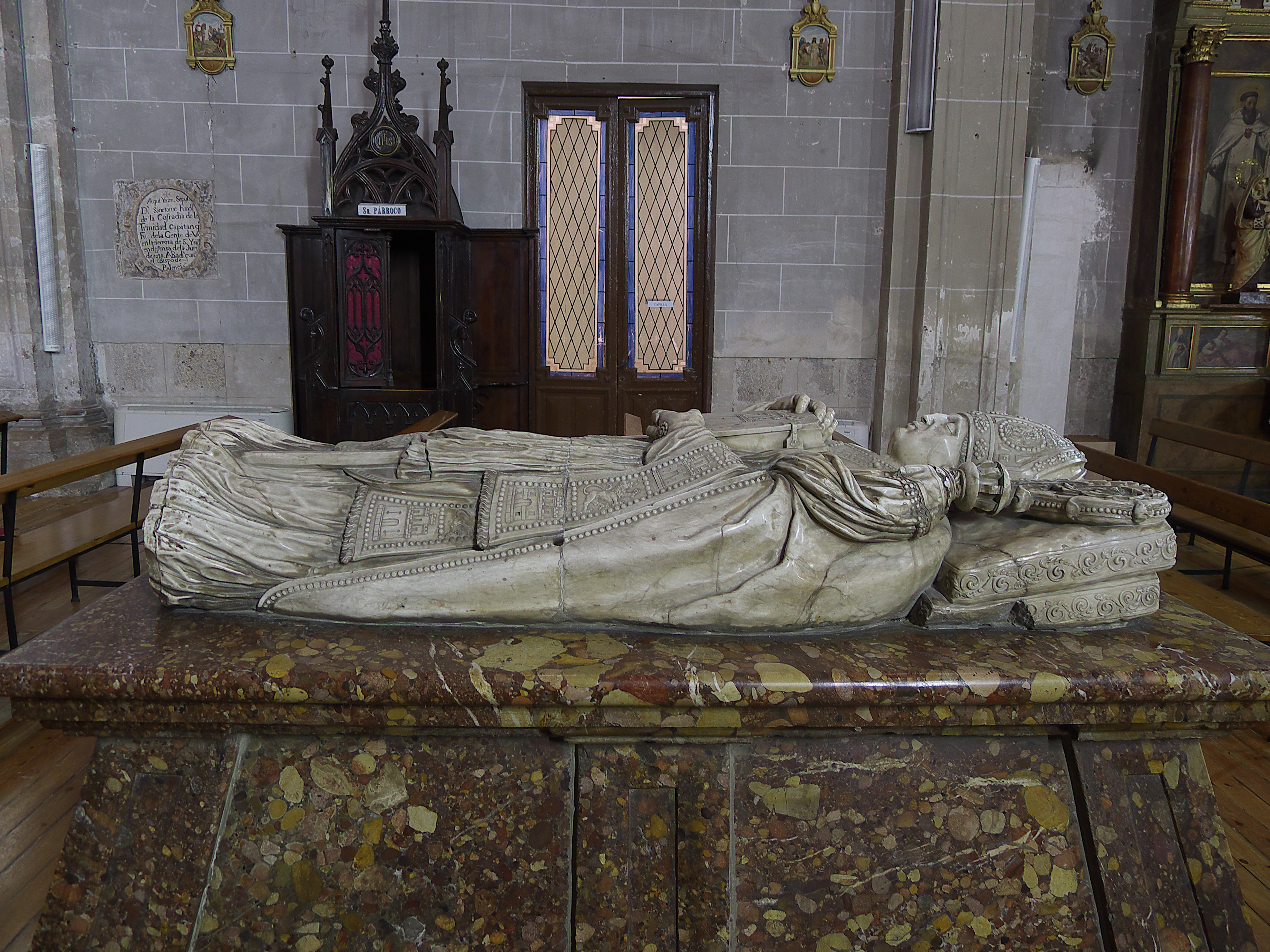
Tombeau de Pedro de la Gasca

Les dix dernières années de sa vie ont été très actives. Sa réputation a amené Philippe II a lui confié la réalisation du retable du maître-autel de l'église de l'abbaye de Montserrat. Le plan a été fourni par l'architecte Francisco de Mora. Ce retable monumental a été détruit pendant la guerre d'indépendance espagnole.
Il a aussi sculpté plusieurs tombeaux :
- évêque Álvaro de Mendoza, au couvent de san José de Ávila ;
- évêque don Juan de Ortega, dans l'église de Sancti Spiritus, à Valladolid ;
- archevêque Alonso Velázquez, dans l'église paroissiale de Tudela de Duero ;
- évêque don Juan de San Millán, dans l'église de Santa Marina de León ;
- évêque et vice-roi du Pérou don Pedro de la Gasca dans l'église de la Magdalena de Valladolid.